# واکنشگر تی‌ای‌اس‌اف
واکنشگر تی‌ای‌اس‌اف (به انگلیسی: TASF reagent) یک ترکیب شیمیایی با شناسه پاب‌کم ۹۷۹۵۵۶۷ است. که جرم مولی آن ۲۷۵٫۴۸ می‌باشد. شکل ظاهری این ترکیب، جامد بی رنگ است.